# 博尔德德里维耶尔
博尔德德里维耶尔（法語：Bordes-de-Rivière，法語發音：[bɔʁd də ʁivjɛʁ]）是法国上加龙省的一个市镇，属于圣戈当区。

## 地理
博尔德德里维耶尔（43°6'24"N, 0°38'0"E）面积8.52 平方千米，位于法国奧克西塔尼大區上加龙省，该省份为法国西南部内陆省份，西南端与西班牙接壤，自此顺时针与上比利牛斯省、热尔省、塔恩-加龙省、塔恩省、奥德省和阿列日省接壤。
与博尔德德里维耶尔接壤的市镇（或旧市镇、城区）包括：克拉拉克、勒屈安、拉巴特里维耶尔、普安蒂德里维埃、索和波马雷德、里维耶尔新城、圣伊尼昂。

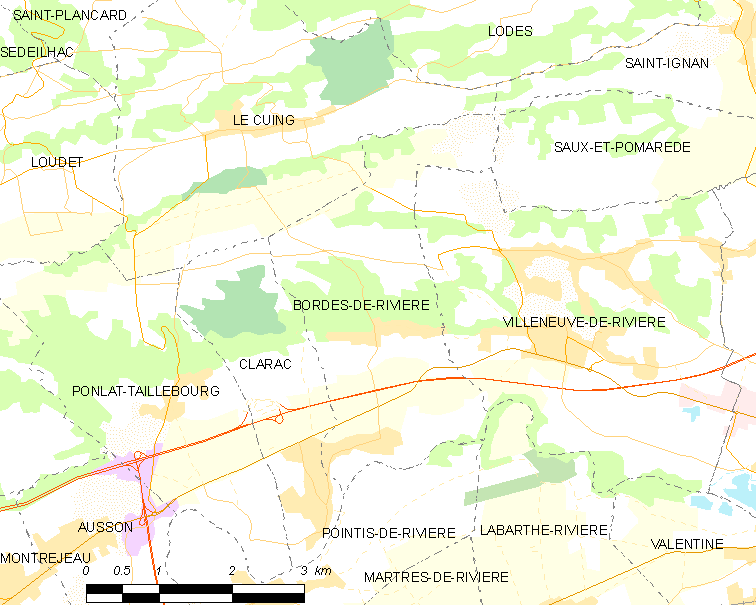
博尔德德里维耶尔的OSM定位图

博尔德德里维耶尔的时区为UTC+01:00、UTC+02:00（夏令时）。

## 行政
博尔德德里维耶尔的邮政编码为31210，INSEE市镇编码为31076。

## 政治
博尔德德里维耶尔所属的省级选区为圣戈当县。

## 人口

1962-2008年间博尔德德里维耶尔人口变化图示

博尔德德里维耶尔于2022年1月1日时的人口数量为460人。